# Marcos Gedler Calatayud y Toledo
Marcos Gedler Calatayud y Toledo (Almagro - Caracas) fue gobernador de la Provincia de Venezuela desde 1644 hasta 1649. 

## Biografía
Sus padres fueron Carlos Xedler y de Juren y Ana de Calatayud Toledo y Zanoguera.
Se casó con Magdalena de Mena y Loyola.
Durante su labor de gobernador estuvo en conflicto permanente con el obispo benedictino de Caracas  Mauro de Tovar.
En 1641 su gobierno tuvo que enfrentar un terremoto que destruyó parte del pueblo de Caracas.
Era caballero de la Orden de Malta y de la Orden de Calatrava.
| Predecesor: Ruy Fernández de Fuenmayor | Gobernador de la Provincia de Venezuela 1644 - 1649 | Sucesor: Pedro de León Villaroel |